# Crenoicus buntiae
Crenoicus buntiae är en kräftdjursart som beskrevs av Wilson och Ho 1996. Crenoicus buntiae ingår i släktet Crenoicus och familjen Phreatoicidae. Inga underarter finns listade i Catalogue of Life.